# Llista de polítics estatunidencs assassinats
Aquesta és una llista de polítics estatunidencs assassinats. Les persones aquí llistades comprenen tant les que ja eren elegits com les que eren candidates a les eleccions.
Partits
      Independent o desconegut

      Federalista

      Demòcrata-Republicà

      Demòcrata

      Whig

      Republicà

      Altres
| Polític                 |  | M                    | Any de l'assassinat | Càrrec en el moment de l'assassinat                                             | Lloc                                                        | Mètode                                                  | Assassí                                                  | Ref          |
| ----------------------- |  | -------------------- | ------------------- | ------------------------------------------------------------------------------- | ----------------------------------------------------------- | ------------------------------------------------------- | -------------------------------------------------------- | ------------ |
| Charles Bent            |  | -                    | 1847                | Governador de Nou Mèxic                                                         | Taos, Nou Mèxic                                             | Fletxes i arrencada del cuir cabellut                   | Indis i rebels de Nou Mèxic, Tomás Romero, Pablo Montoya | [ 1 ]        |
| Derwin Brown            |  | -                    | 2000                | Xèrif del comtat de Dekalb, a Geòrgia                                           | Comtat de Dekalb, Geòrgia                                   | Trets                                                   | Patrick Cuffy sota les ordres de Sidney Dorsey           | [ 2 ]        |
| Tommy Burks             |  | -                    | 1998                | Senador de Tennessee                                                            | Comtat de Cumberland, Tennessee                             | Tret a la cara                                          | Looper, Byron                                            |              |
| Anton Cermak            |  | -                    | 1933                | Alcalde de Chicago                                                              | Miami, Florida                                              | Tret a un pulmó                                         | Zangara, Giuseppe                                        | [ 3 ]        |
| John M. Clayton         |  |                      | 1889                | Diputat d'Arkansas                                                              | Plumerville, Arkansas                                       | Tirs a través de la finestra                            | Desconegut                                               | [ 4 ]        |
| James E. Davis          |  | -                    | 2003                | Regidor del New York City Council                                               | Ajuntament de Nova York, Nova York                          | Trets al pit                                            | Askew, Othniel                                           |              |
| James A. Garfield       |  | James Abram Garfield | 1881                | President dels Estats Units                                                     | Washington D.C.                                             | Tret a la columna vertebral (trigà tres mesos en morir) | Guiteau, Charles J.                                      |              |
| William Goebel          |  | William Goebel       | 1900                | Governador de Kentucky                                                          | Frankfort, Kentucky                                         | Tret al pit                                             | Opositors polítics                                       |              |
| Bill Gwatney            |  | -                    | 2008                | Líder de l'Arkansas Democratic Party                                            | Quarter central del Partit Demòcrata, Little Rock, Arkansas | Trets                                                   | Johnson, Tim                                             |              |
| Carter Harrison, Sr.    |  | Carter Harrison, Sr  | 1893                | Alcalde de Chicago                                                              | Chicago, Illinois (a casa seva)                             | Tret                                                    | Prendergast, Patrick Eugene                              |              |
| Thomas C. Hindman       |  | Thomas C. Hindman    | 1868                | Exdiputat d'Arkansas                                                            | Helena, Arkansas (a casa seva)                              | Trets                                                   | Desconeguts                                              |              |
| James M. Hinds          |  | -                    | 1868                | Diputat d'Arkansas                                                              |                                                             | Tret                                                    | Membre del Ku Klux Klan, George A. Clark                 |              |
| Edward Dexter Holbrook  |  | -                    | 1870                | Exdelegat de la Cambra de Representants dels Estats Units del Territori d'Idaho | Idaho City, Idaho                                           | Tret                                                    | Douglas, Charles H.                                      |              |
| John F. Kennedy         |  | John F. Kennedy      | 1963                | President dels Estats Units                                                     | Dallas, Texas                                               | Trets al coll i al cap                                  | Oswald, Lee Harvey                                       |              |
| Robert F. Kennedy       |  | Robert F. Kennedy    | 1968                | Senador dels Estats Units i candidat de Nova York                               | Los Angeles, Califòrnia                                     | Tret al cap                                             | Sirhan Sirhan                                            |              |
| Ed King                 |  | -                    | 1986                | Alcalde de Mount Pleasant (Iowa)                                                | Mount Pleasant, Iowa                                        | Tret                                                    | Davis, Ralph                                             |              |
| Abraham Lincoln         |  | Abraham Lincoln      | 1865                | President dels Estats Units                                                     | Washington D.C. (Ford's Theatre)                            | Tret de pistola des del darrere                         | Booth, John Wilkes, famós actor                          |              |
| Russell G. Lloyd, Sr.   |  | -                    | 1980                | Exalcalde d'Evansville (Indiana)                                                |                                                             | Tret                                                    | van Orden, Julia                                         |              |
| Huey Long               |  |                      | 1935                | Senador dels Estats Units de Louisiana                                          | Baton Rouge, Louisiana                                      | Trets                                                   | Weiss, Carl                                              |              |
| Allard K. Lowenstein    |  | Allard K. Lowenstein | 1980                | Exdiputat de Nova York                                                          | Nova York (a la seva oficina)                               | Trets                                                   | Sweeney, Dennis                                          |              |
| William McKinley        |  | William McKinley     | 1901                | President dels Estats Units                                                     | Buffalo, Nova York                                          | Tret a l'abdomen                                        | Czolgosz, Leon                                           |              |
| Harvey Milk             |  | Harvey Milk          | 1978                | San Francisco City Supervisor                                                   | San Francisco, Califòrnia                                   | Trets al pit i al cap                                   | White, Dan                                               |              |
| George Moscone          |  | -                    | 1978                | Alcalde de San Francisco                                                        | San Francisco, Califòrnia                                   | Trets a l'abdomen i al cap                              | White, Dan                                               |              |
| Albert Patterson        |  | -                    | 1954                | Attorney General d'Alabama                                                      | Phenix City, Alabama                                        | gunshots                                                |                                                          |              |
| David Ramsay            |  | David Ramsay         | 1815                | Senador estatal de Carolina del Sud                                             | Charleston, Carolina del Sud                                | Trets                                                   | William Linnen                                           | [ 6 ]        |
| George Lincoln Rockwell |  |                      | 1967                | Candidat a Governador de Virgínia, fundador de l'American Nazi Party            | Arlington, Virgínia                                         | Tret a l'aorta                                          | Patler, John                                             |              |
| Leo Ryan                |  | Leo Ryan             | 1978                | Diputat de Califòrnia                                                           | Jonestown, Guyana                                           | Trets al cos i la cara                                  | Membres del People's Temple                              |              |
| John P. Slough          |  | John P. Slough       | 1867                | Chief Justice de la New Mexico Supreme Court                                    | Santa Fe, Nou Mèxic                                         | Tret                                                    | Rynerson, William D.                                     | [ 7 ]        |
| Solomon P. Sharp        |  | Solomon P. Sharp     | 1825                | Attorney General de Kentucky, senador de Kentucky                               | Frankfort, Kentucky                                         | Apunyalat                                               | Beauchamp, Jereboam O.                                   |              |
| Joseph Smith Jr.        |  | -                    | 1844                | Alcalde de Nauvoo                                                               | Carthage, Illinois                                          | Emboscada i trets                                       | The Carthage Greys                                       | [ 8 ]        |
| Frank Steunenberg       |  | Frank Steunenberg    | 1905                | exgovernador d'Idaho                                                            | Caldwell, Idaho                                             | Bomba                                                   | Orchard, Harry, possiblement altres                      |              |
| James Strang            |  | James Strang         | 1856                | Michigan State Representative                                                   | Beaver Island, Michigan                                     | Tret                                                    | Bedford, Thomas                                          |              |
| John Thornton           |  | -                    | 2010                | Alcalde de Washington Park                                                      | Washington Park, Illinois                                   | Tret al pit                                             | Jackson, Aaron (alleged, awaiting trial)                 | [ 9 ] [ 10 ] |
| Samuel Newitt Wood      |  | Samuel Newitt Wood   | 1891                | Kansas Territorial Legislator, senador de Kansas State                          | Hugoton, Kansas                                             | Trets                                                   | Brennan, James                                           | [ 11 ]       |